# Zuid-Duits voetbalkampioenschap 1913/14
In 1913/14 werd het zestiende voetbalkampioenschap gespeeld dat georganiseerd werd door de Zuid-Duitse voetbalbond. SpVgg Fürth werd kampioen en plaatste zich voor de eindronde om de Duitse landstitel.
De club versloeg Prussia-Samland Königsberg, Berliner BC 03 en plaatste zich voor de finale. Hierin versloeg de club VfB Leipzig en kroonde zich tot landskampioen.

## Eindronde

### Südkreis
| Plaats | Club                   | Wed. | W  | G | V | Saldo | Ptn.  |
| ------ | ---------------------- | ---- | -- | - | - | ----- | ----- |
| 1.     | FC Stuttgarter Cickers | 14   | 10 | 3 | 1 | 25:6  | 23:5  |
| 2.     | 1. FC Pforzheim        | 14   | 11 | 1 | 2 | 40:14 | 23:5  |
| 3.     | Freiburger FC          | 14   | 7  | 4 | 3 | 20:14 | 18:10 |
| 4.     | FC Union Stuttgart     | 14   | 5  | 2 | 7 | 18:22 | 12:16 |
| 5.     | FC 05 Mühlburg         | 14   | 3  | 5 | 6 | 16:21 | 11:17 |
| 6.     | Karlsruher FC Phönix   | 14   | 3  | 4 | 7 | 11:23 | 10:18 |
| 7.     | VfB Stuttgart          | 14   | 3  | 2 | 9 | 18:33 | 8:20  |
| 8.     | Karlsruher FV          | 14   | 2  | 3 | 9 | 16:31 | 7:21  |

|  | Geplaatst voor finaleronde |

### Finaleronde
| Plaats | Club                   | Wed. | W | G | V | Saldo | Ptn  |
| ------ | ---------------------- | ---- | - | - | - | ----- | ---- |
| 1.     | SpVgg Fürth            | 6    | 5 | 0 | 1 | 18:8  | 10:2 |
| 2.     | Frankfurter FV 1899    | 6    | 3 | 1 | 2 | 7:8   | 7:5  |
| 3.     | FC Stuttgarter Cickers | 6    | 2 | 2 | 2 | 8:9   | 6:6  |
| 4.     | VfR Mannheim           | 6    | 0 | 1 | 5 | 6:14  | 1:11 |

|  | Kampioen, geplaatst voor nationale eindronde |